# Tobadill
Tobadill est une commune autrichienne du district de Landeck dans le Tyrol.